# Étienne Malmy
Étienne Malmy (* 4. September 1744 in Reims; † 12. April 1840 in Montjoyer, Département Drôme) war ein französischer Trappist, Prior, Abt und Klostergründer.

## Leben und Werk
Pierre François de Paule Malmy wuchs als Sohn eines Schulmeisters in Armut auf, durfte aber aufgrund herausragender Leistungen (er konnte, wie Julien Sorel in Rot und Schwarz, die Bibel auswendig hersagen) Theologie studieren und wurde 1769 im Erzbistum Reims zum Priester geweiht. 1778 endete der Versuch eines Eintritts in die Kartause Mont Dieu im Kanton Vouziers nach sechs Monaten durch Erkrankung. Mit Hinweis darauf wurde er anschließend von Kloster La Trappe abgewiesen. Ab 1781 war er Pfarrer in Prouilly.
Da er 1791 den Eid auf die Zivilverfassung des Klerus verweigerte, musste er untertauchen und trat am 6. Juni 1794 im Alter von 50 Jahren in das Kloster Westmalle im heutigen Belgien ein. Er wurde am 15. Juni eingekleidet und nahm den Ordensnamen Étienne an. Vor der vorrückenden Französischen Revolution flüchtete er mit dem Kloster nach Westfalen und legte am 15. Juni 1795 im Kloster Marienfeld (Harsewinkel) die Feierliche Profess ab. Am 7. Dezember 1797 war er Gründungsmitglied des Klosters Darfeld-Rosenthal und Subprior unter Prior Eugène de Laprade und unter Abt Augustin de Lestrange von Kloster Kartause La Valsainte in der Schweiz.
Abt Lestrange, der ihn besonders schätzte, berief ihn im Februar 1798 als Prior nach La Valsainte. Als solcher spielte er bei der langen Wanderung dieses Klosters nach Orscha im heutigen Weißrussland und zurück (1798–1802) eine führende Rolle. Als 1811 Napoleon den Zisterzienserorden auflöste und viele Trappisten erneut zur Flucht nötigte, konnte Malmy als Kaplan in der Nähe von La Valsainte bleiben. Im Januar 1816 wurde er Gründerprior des wiederbesiedelten Klosters Aiguebelle. Von 1834 bis 1837 war er der erste Abt des zur Abtei erhobenen Klosters. Er starb am Palmsonntag 1840 im Alter von 95 Jahren.